# Papilio anchisiades
Papilio anchisiades är en fjärilsart som beskrevs av Eugen Johann Christoph Esper 1788. Papilio anchisiades ingår i släktet Papilio och familjen riddarfjärilar. Inga underarter finns listade i Catalogue of Life.

## Bildgalleri

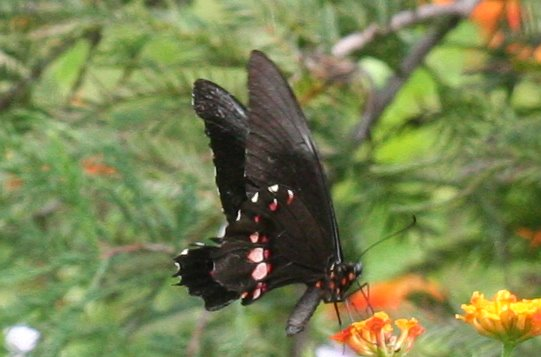